# Alex DeLarge
Alex DeLarge, nome completo Alexander DeLarge (Londra, 13 giugno 1943), è il protagonista del romanzo di Anthony Burgess Arancia meccanica e dell'omonimo film diretto da Stanley Kubrick. È considerato uno dei personaggi più celebri e iconici della storia del cinema. Nel libro il suo cognome non è noto, mentre nel film è chiamato DeLarge in riferimento al fatto che nel romanzo il personaggio si autodefinisse Alexander the Large. Tuttavia, nei titoli di un quotidiano verso la fine del film egli viene identificato come Alexander Burgess, che è lo stesso cognome dello scrittore del libro.

## Biografia del personaggio
Nel film di Kubrick, Alex (interpretato da Malcolm McDowell) è un giovane "i cui principali interessi sono lo stupro, l'Ultraviolenza e Beethoven". Insieme ai suoi tre drughi, Pete, Georgie e Dim, si diverte a pestare, stuprare, rapinare ed esercitare qualsiasi forma di violenza gratuita su vittime senza alcuna colpa, violenza che vive come uno spensierato divertimento. Il loro unico scopo è esercitare "l'amata Ultraviolenza". Alex è un ragazzo molto colto e amante della musica classica, in particolare di Ludwig van Beethoven, che egli chiama, con un epiteto affettuoso, il "buon vecchio Ludovico Van". La personalità di Alex è tanto particolare quanto estrosa: ama vestirsi completamente di bianco, usa ciglia finte e indossa una bombetta e tiene nel cassetto della sua blindatissima cameretta un serpente. Fondamentale per il messaggio che Kubrick vuole dare è il fatto che la personalità di Alex resterà alla fine immutata, anche se con alcune flessioni di mezzo.
Alex è perennemente perseguitato dall'ispettore giudiziario minorile, il signor Deltoid, che minaccia il ragazzo e cerca continuamente di trovare le prove della colpevolezza di Alex, collegate ai crimini che quest'ultimo compie.
Una sera, dopo aver organizzato un'operazione di furto molto remunerativa con i suoi drughi, sotto il suggerimento di Georgie, Alex decide di entrare nella casa della vittima, una donna. Dopo aver avuto una colluttazione con questa, Alex la uccide colpendola con una pesante opera astratta di forma fallica. Mentre tenta di uscire dalla casa, viene però tradito dai suoi drughi che, rompendogli una bottiglia di latte in faccia, lo lasciano a terra tra grida di dolore e cecità temporanea con la polizia, precedentemente chiamata dalla donna. Alex verrà processato e condannato, per omicidio, a 14 anni di galera. Dopo due anni di detenzione, viene a conoscenza del "Programma Ludovico", un programma di rieducazione per chi deve essere scarcerato promosso dal nuovo governo, quindi decide di mantenere una buona condotta e viene ammesso al trattamento, in cui il paziente viene costretto a guardare scene di sesso e violenza per ore con dei divaricatori di palpebre che non consentono di chiudere gli occhi, mentre gli viene iniettato un farmaco che provoca ad Alex un profondo senso di nausea.
(Alex durante l'esecuzione del Programma Ludovico)
Lo scopo di questo programma di rieducazione è quello di far provare al paziente la medesima sensazione di soffocamento e forte nausea ogni qual volta abbia l'intenzione di compiere un gesto violento, e quindi prevenirlo. Tuttavia la personalità di Alex non è affatto cambiata, non si è "redento" dalle sue precedenti azioni, ma gli viene solo impedito di compierle. È, in un certo modo, costretto, obbligato a "comportarsi bene", contro la sua innata sete di violenza. Non è più un uomo libero.

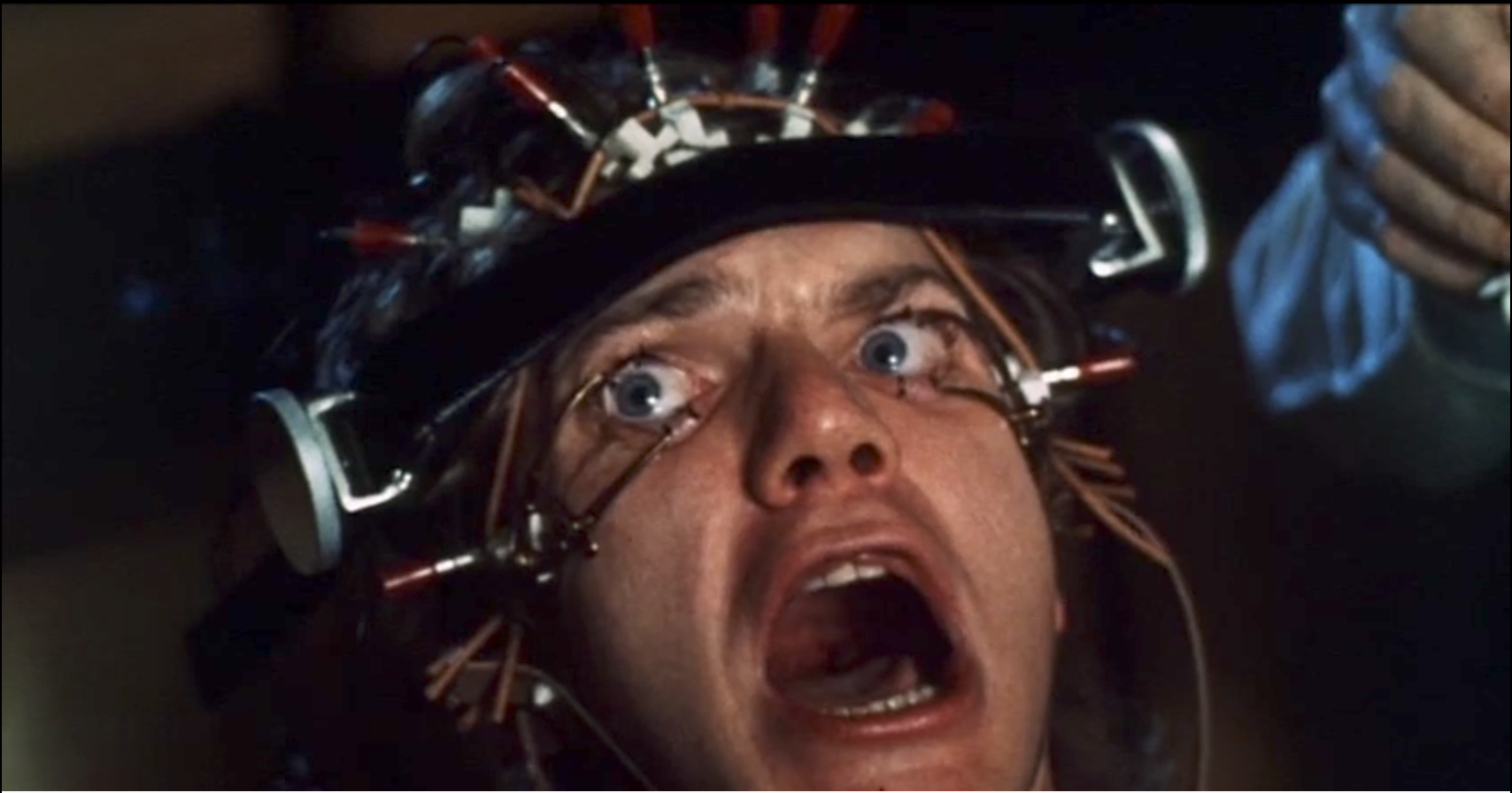
Alex DeLarge durante la "cura Ludovico"

Scarcerato grazie alla cura, Alex si ritrova però in un mondo per niente migliorato, ancora più violento e corrotto di quello precedente. Molti dei torti da lui fatti gli si ritorcono contro: gli stessi drughi, ormai diventati parte delle forze d'ordine, una volta incontratolo (mentre viene pestato da un senzatetto che loro stessi avevano aggredito tempo prima) lo malmenano e lo umiliano, approfittandosi del fatto che egli non possa reagire perché appena ci prova la nausea lo pervade. Mentre vaga sotto la pioggia, capita per caso davanti alla porta della casa di uno scrittore, una sua precedente vittima a cui aveva anche stuprato la moglie, morta in seguito suicidandosi. In un primo momento l'uomo non sembra riconoscere il ragazzo, e si offre di ospitarlo. Lo scrittore è oppositore del governo, e comprendendo che il giovane è una delle prime vittime del Programma Ludovico, pensa inizialmente di usarlo come arma per rovesciare il governo. A un certo punto, presa coscienza dell'identità del giovane a causa di un evento fortuito e venuto a conoscenza degli effetti che l'ascolto della musica di Beethoven ha su di lui (in tutto e per tutto simili a quelli in cui incorre quando tenta di dare sfogo ai propri impulsi violenti), lo scrittore decide di vendicarsi costringendolo ad un ascolto forzato della Nona Sinfonia, in modo da farlo sentire molto male. Fuori di sé per la sofferenza, Alex decide di suicidarsi gettandosi dalla finestra della stanza in cui lo scrittore lo aveva imprigionato. Egli intendeva così strumentalizzare il suo suicidio per rovesciare il governo. Non riuscito nel suo intento, Alex verrà portato in ospedale finendo al centro di un caso nazionale, e si trasformerà nella vera vittima dell'intera vicenda. Dopo essere stato curato dagli effetti della cura da vari dottori e psichiatri (non prova più nausea), il Ministro dell'Interno in persona va a trovare Alex in ospedale per assicurarsi che il ragazzo non crei uno scandalo rivelando i metodi disumani utilizzati per rieducarlo in prigione, e in cambio promettendogli di sottostare a qualsiasi condizione il ragazzo gli imponga. Alex si accorda con il Ministro e s'abbandona a fantasie di violenza e di sesso che, chiosando il film, testimoniano ironicamente il totale fallimento del programma Ludovico e della pretesa di "inoculare forzatamente la bontà" nella coscienza degli individui.
(Alex alla fine del film, entusiasta di essere di nuovo un uomo libero e di avere il supporto del governo)
Alex sollecita colloquialmente lo spettatore con tono amabilmente didascalico stimolando in esso la tendenza ad identificarsi e solidarizzare con l'immagine che lui traccia di sé: lo "spirito libero", l'uomo non condizionato dalle leggi della società e della morale.

## Accoglienza

### Influenza culturale
- Il vestito di Alex viene utilizzato negli speciali di Halloween de I Simpson in tre diverse occasioni, indossato da Bart (speciale III), Maggie (speciale XXI) e Boe (speciale XXVI).

### Controversie
Le riprese del film costarono all'attore Malcolm McDowell più di qualche sacrificio. Durante la scena del "Trattamento Ludovico" l'attore è stato veramente costretto a tenere le palpebre spalancate da un divaricatore oculare. Il dottore accanto a lui è infatti un dottore vero il quale gli somministra il collirio ogni quindici secondi affinché non subisca cecità permanente; le urla che implorano i dottori di fermarsi sono per la maggior parte reali, riferite al regista. Il risultato fu una lesione alle cornee che gli causò problemi alla vista per i giorni successivi. Tuttavia, dopo due settimane di cure a base di morfina, Kubrick volle un nuovo ciak in quanto non ancora soddisfatto della scena.

## Altri media
Al personaggio di Alex DeLarge, così come appare nel film di Stanley Kubrick, sono state dedicate numerose action figure e statuine.
- La Craftone ha realizzato una action figure in scala 1:6 di Alex DeLarge, con abiti in stoffa.[2]
- Una action figure in plastica, con vari punti di articolazione, è stata realizzata dalla Mafex.
- Un'altra action figure, da 12" con 9 punti di articolazione e abiti in stoffa è stata realizzata dalla Mezco.[3]
- Una action figure "caricaturale" di alex DeLarge è stata commercializzata dalla Nendroid.
- Un'altra action figure "caricaturale" di Alex DeLarge è stata prodotta dalla Funko Pop! nel 2016.[4]
- Una statuina di Alex DeLarge è stata commercializzata dalla Star Ace Toys Ltd.[5]